# 法兰西门
法兰西门（Porte De France）又名“海门”（Bab el Bhar），是突尼斯首都突尼斯市的一座城门，它标志着突尼斯老城和欧洲城之间的分界线。它包括下部的拱门以及上部的锯齿形栏杆。